# Mickey Cottrell
Richard Edward „Mickey“ Cottrell (* 4. September 1944 in Springfield, Illinois; † 1. Januar 2024 in Woodland Hills, Los Angeles, Kalifornien) war ein US-amerikanischer Filmpublizist, Filmproduzent und Schauspieler.

## Leben und Karriere
Cottrell wurde in Springfield geboren und verbrachte einen Teil seiner Kindheit in Monroe. Als er acht Jahre alt war, zog die Familie nach Little Rock, wo er aufwuchs. Später besuchte er die Universität von Arkansas. Nach seiner Ausbildung arbeitete er zunächst als Filmvorführer am Guthrie Theatre und am Loyola Theatre.
Von 1977 bis 2016 arbeitete er – fast vierzig Jahre lang – als Filmpublizist. Seine Tätigkeit umfasste Public Relations für 111 Werke. Eine erste Arbeit war der Film Schlafene Hunde im Jahr 1977. 1980 arbeitete er für die deutsche Miniserie Berlin Alexanderplatz von Rainer Werner Fassbinder. Von 1982 bis 1984 arbeitete er als Publizist für Landmark Theatres, dann bei John Baron Associates, bevor er 1989 mit einem Geschäftspartner Cottrell and Lindeman Associates gründete. Im Jahr 2002 machte er sich mit Mickey Cottrell Film Publicity selbstständig. Eine letzte Public Relations-Arbeit leistete er für die Dokumentation Film Hawk.
Er trat auch als Filmproduzent in Erscheinung und produzierte Filme wie Chain of Desire (1992) und Shelf Life (1993). Eine seiner letzten Produktionen war der Film Perfect Cowboy im Jahr 2014.
Neben der Arbeit hinter der Kamera war er als Schauspieler in Fernsehserien wie Raumschiff Enterprise – Das nächste Jahrhundert und Star Trek: Raumschiff Voyager sowie in Filmen wie My Private Idaho, Volcano, Ed Wood und Shortbus zu sehen. Zum Film Liebe bis zum Tod steuerte er 1994 das Lied Romeo’s Aria zu. Im deutschen Sprachraum wurde Cottrell unter anderem von Friedrich W. Bauschulte, Peter Groeger, Ulrich Johannson, Erwin Schastok, Christian Schult und Wolfgang Thal synchronisiert.
Im Jahr 2016 erlitt Cottrell, der Mitglied der Grey Quill Society war, einen schweren Schlaganfall und lebte seit dem im Film and Television Country House and Hospital in Woodland Hills. Cottrell starb am Neujahrstag 2024 im Alter von 79 Jahren an den Folgen der Parkinson-Krankheit. Er wurde von seinen Schwestern Gigi und Suzie überlebt; sein älterer Bruder Rod starb vor ihm.

## Filmografie (Auswahl)
- 1991: My Private Idaho
- 1991: Love $ Greed
- 1992: Raumschiff Enterprise – Das nächste Jahrhundert (Fernsehserie)
- 1992: Chain of Desire
- 1993: Paper Hearts
- 1993: Grief
- 1994: Liebe bis zum Tod
- 1994: Ed Wood
- 1994: Sprachlos
- 1995: Angriff aus dem Dunkeln
- 1995: Hart aber herzlich – Geheimnisse des Herzens (Fernsehfilm)
- 1995: Terror T.R.A.X.: Track of the Vampire (Videospiel)
- 1996: Hellraiser IV – Bloodline
- 1996: Skin and Bone
- 1996: Richard III.
- 1997: Practice – Die Anwälte (Fernsehserie)
- 1997: Volcano
- 1997: Snide and Prejudice
- 1997: 413 Hope Street – Eine Chance für die Hoffnung (Fernsehserie)
- 1997: Star Trek: Raumschiff Voyager (Fernsehserie)
- 1997: Kiss & Tell
- 1997: Mr. Atlas
- 1998: Conan, der Abenteurer (Fernsehserie)
- 1998: Der Musterschüler
- 1998: Just One Time
- 1999: 15 Minutes (Short)
- 2000: Straight Right
- 2000: The Burkittsville 7 (Fernsehfilm)
- 2000: Home: The Horror Story
- 2001: The Fluffer
- 2006: Shortbus
- 2007: The Gift: Life Unwrapped
- 2007: Lez Be Friends
- 2008: Jolene
- 2009: Passenger Side
- 2012: Ja, ich will! (I Do)